# Daniel dans la fosse aux lions (Rubens)
Daniel dans la fosse aux lions est une peinture de Pierre Paul Rubens représentant l'épisode biblique du même nom. Réalisé entre 1614 et 1616, le tableau est vendu par Rubens avec huit autres tableaux et une somme d'argent contre une collection de bustes et de statues de l'Antiquité romaine. Le tableau est détenu par la National Gallery of Art à Washington.
Les lions représentés sont des lions de l'Atlas, désormais disparus dans la nature, détenus du temps de Rubens à la ménagerie royale de Bruxelles. Rubens utilise une copie d'une statuette en bronze de Padoue du XVIe siècle, pour réaliser la lionne à l’extrême droite, et également une tigresse transportant ses petits dans La Chasse au tigre et une lionne dans la variante La Chasse au lion et au léopard de Dresde.